# Сантьяго-Мараватио
Сантьяго-Маравати́о (исп. Santiago Maravatío) — посёлок и административный центр одноимённого муниципалитета в мексиканском штате Гуанахуато. Численность населения, по данным переписи 2010 года, составила 3 820 человек.

## История
Посёлок был основан 29 января 1540 года на месте бывшего поселения чичимеков.